# Platypodia eydouxii
Platypodia eydouxii är en kräftdjursart som först beskrevs av Alphonse Milne-Edwards 1865.  Platypodia eydouxii ingår i släktet Platypodia och familjen Xanthidae. Inga underarter finns listade i Catalogue of Life.